# Sosarme
Sosarme, re di Media / Dionisio re di Portugallo é uma ópera de George Frideric Handel. Baseia-se num texto incluído no segundo volume dos Libretti italiani compilado por Lorenzo Bianconi e Giuseppina La Face. A fim de readaptar o libreto de Handel ao de Antonio Salvi o qual consiste, de facto, na fonte original (Dionisio, Re di Portogallo - Dinis, Rei de Portugal, Pratolino, 30 de setembro de 1707),foram repostos em primeiro lugar os nomes originais das personagens. 
| Título Handel Sosarme re di Media Acção; Sardes, na Ásia Menor Papel | libretto de Salvi Ação; Coimbra, personagem           | Voz tipo      | Estréia,15 fevereiro 1732 King's Theatre de Haymarket (Diretor Musical: - ) |
| -------------------------------------------------------------------- | ----------------------------------------------------- | ------------- | --------------------------------------------------------------------------- |
| Sosarme rei de Media, futuro esposo de Elmira                        | Fernando, infante de Castela, futuro esposo de Elvida | alto castrato | Senesino                                                                    |
| Erenice consorte de Aliate                                           | Isabel consorte do rei Dinis                          | soprano       | Anna Bagnolesi                                                              |
| Argone, filho bastardo                                               | Afonso, filho bastardo                                | alto castrato | Campioli                                                                    |
| Melo filho natural de Aliate                                         | Sancho, filho natural do rei Dinis                    | contralto     | Francesca Bertolli                                                          |
| Altomaro, conselheiro favorito de Aliate                             | Altomaro, primeiro-ministro do rei Dinis              | baixo         | Antonio Montagnana                                                          |
| Elmira, filha do rei Aliate                                          | Elvida filha do rei Dinis                             | soprano       | Anna Maria Strada                                                           |
| Aliate, rei de Lídia                                                 | Dinis, rei de Portugal                                | tenor         | Giovanni Pinacci                                                            |

## Gravações de referência
- L'Oiseau Lyre OL 50091-3 (original LP issue): Alfred Deller, Margaret Ritchie, Helen Watts, William Herbert, Ian Wallace, Nancy Evans, John Kentish; St. Anthony Singers; Saint Cecilia Orchestra; Anthony Lewis, maestro

Fontes:
- catálogo do Teatro Nacional de São Carlos (2005)